# Coeur d’Alene (Idaho)
Coeur d’Alene [ˈkɒr.dəˈleɪn], lokal auch einfach unter seinem Kürzel CDA bezeichnet, ist die größte Stadt im Norden des US-Bundesstaates Idaho und der Verwaltungssitz des Kootenai County. Sie liegt am gleichnamigen See Lake Coeur d’Alene und am westlichen Ende des Coeur d’Alene National Forest.
In der Stadt lebten im Jahr 2020 laut Volkszählung 54.628 Einwohner. Vor allem dank des Sees ist Coeur d’Alene ein beliebtes Urlaubsziel.
Besonders bekannt ist der Ort für den Golfplatz The Coeur d’Alene Resort Golf Course, der als einer der schönsten Golfplätze in den USA gilt. Eine Besonderheit ist das vierzehnte Loch, welches sich auf dem Lake Coeur d’Alene befindet.
In Coeur d’Alene sind das North Idaho College sowie Außenstellen der University of Idaho und des Lewis-Clark State College angesiedelt. Einer der größten US-amerikanischen Silberproduzenten, Coeur Mining, hat hier seinen Ursprung.
Der Highway I-90, der längste Highway der USA, durchquert die Stadt.

## Geographie

### Lage
Nach den Angaben des United States Census Bureau hat die Stadt eine Gesamtfläche von 35,2 km². 34,0 km² davon sind Landfläche und 1,2 km² (3,46 %) Wasserfläche.
Die Stadt liegt auf einer Seehöhe von 664 m.

### Klima
In der Stadt wird ein durchschnittlicher Niederschlag von 660 mm als Regen und ein durchschnittlicher Schneefall von 127 cm gemessen. Die frostfreie Zeit ist etwa 120 Tage lang und dauert in der Regel von Mitte Mai bis Mitte September. Die durchschnittliche Temperatur beträgt im Sommer 17,5 °C und im Winter −0,3 °C.

## Geschichte
Die Stadt und der See wurden beide angeblich durch französische Händler nach dem Indianerstamm Coeur d’Alene benannt.
Die Gegend wurde ab 1807 durch David Thompson von der North West Company bereist und beschrieben. Sie war Zankapfel zwischen den USA und Großbritannien. Der Oregon Treaty beendete 1846 den Streit, als Großbritannien auf alle Gebietsansprüche südlich des 49. Breitengrades verzichtete. General William T. Sherman befahl in den 1870ern, eine Festung im Gebiet anzulegen und gab ihr den Namen Fort Coeur d’Alene; dieser Name wurde dann von der Siedlung übernommen, die sich um das Fort herum entwickelte. Später wurde der Name Fort Sherman für das Fort gewählt, um den bedeutenden General zu ehren. Das North Idaho College ist jetzt darin untergebracht.
1890 war die Stadt Schauplatz von Gewerkschaftskämpfen.

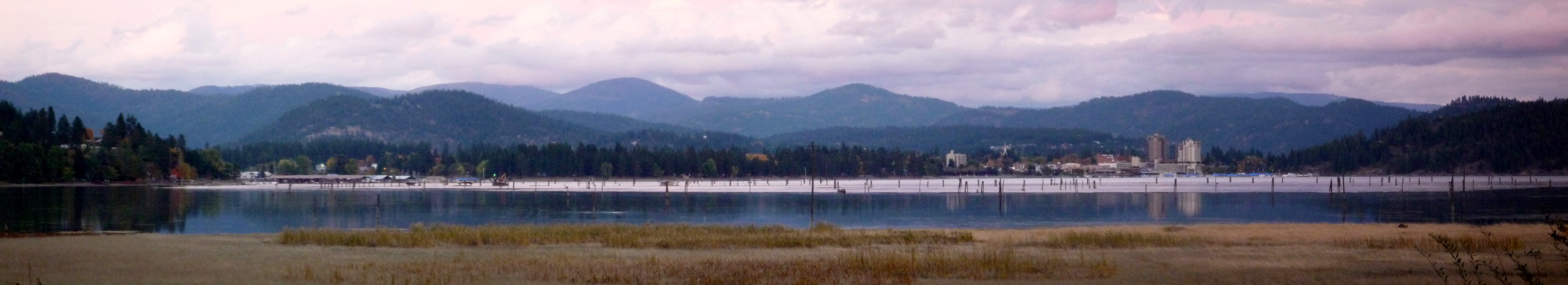
Coeur d’Alene

## Einwohnerentwicklung
| Jahr       | 1970   | 1980   | 1990   | 2000   | 2010   | 2020   |
| ---------- | ------ | ------ | ------ | ------ | ------ | ------ |
| Einwohner¹ | 16.228 | 19.913 | 24.563 | 34.514 | 44.137 | 54.628 |

¹ 1970–2020: Volkszählungsergebnisse

## Partnerstadt
Partnerstadt von Coeur d’Alene ist Cranbrook in British Columbia in Kanada.

## Persönlichkeiten
In Coeur d’Alene geboren:
- Gregory Boyington (1912–1988), Jagdpilot
- Jack Lemley (1935–2021), Bauingenieur und Manager
- Tom Von Ruden (1944–2018), Mittelstreckenläufer
- Douglas Crimp (1944–2019), Kunstsoziologe, Kunstkritiker und AIDS-Aktivist
- Bernadette Brooten (* 1951), römisch-katholische Theologin und Hochschullehrerin
- Stan LePard (1956–2021), Komponist, Orchestrator und Sound Designer
- Paulette Jordan (* 1979), Politikerin der Demokratischen Partei
- Dylan Linde (* 1980), Pokerspieler
- Kevin MacPhee (* 1980), Pokerspieler
- Luke Ridnour (* 1981), Basketballspieler
- Brock Osweiler (* 1990), American-Football-Spieler
- Sage Kotsenburg (* 1993), Snowboarder